# لويس عطية الله
لويس عطية الله هُوَ كَاتِبٌ سلفي جهادي معروف في الأوساط الجهادية، مجهول الشخصية ويكتب بهذا الإسم المستعار؛ وقد اختفى منذ عام 2004م مع الحملات الأمنية التي رافقت تلك الفترة في السعودية [وفقًا لِمَن؟]. وقد ذُكِر أنه سعودي ودرس في الجامعة الإسلامية بالمدينة المنورة.[بحاجة لمصدر]
اشتهر بصفة مدون في منتديات الانترنت بعد أحداث 11 سبتمبر. وتركز تأثيره في منطقة الجزيرة العربية في الحقبة التي شهدت صداماً بين الفرع السعودي من تنظيم القاعدة وبين نظام الحكم.

## آراء حول شخصيته
وفقا لمصدر أمنى سعودي: «لويس عطية الله هو شخص عراقي اسمه عمر حديد، ويسمي نفسه احيانا عدنان أو مروان حديد، تيمنا بالإخواني السوري المعروف مروان حديد الذي تصادم مع النظام السوري أكثر من مرة واعتقل ومات سنة 1975. يشك ان العراقي عمر حديد هو من كان يكتب بإسم لويس عطية الله، وقد قتل في العراق».
يشار إلى أن تقارير حكومية عراقية تحدثت عن مقتل مساعد الزرقاوي عمر حديد في مواجهات الفلوجة الثانية في نوفمبر (تشرين الثاني) 2004.[بحاجة لمصدر] وينبه المصدر إلى انه لا يعني غياب عمر حديد بالقتل، غياب إسم لويس عطية الله، فهناك البعض ممن يشاركونه الرأي والفكر لا زالوا يستخدمون الإسم، ولكن ليس بطريقة لويس عطية الله.[وفقًا لِمَن؟]
وقد شن أبو مصعب الزرقاوي معركة سماها بغزوة عمر حديد، ضمت أكثر من ثلاثين عملية بالعبوات الناسفة والهجوم بالصواريخ، وقد أخرجت في شريط فيديو.[محل شك]
يرد على هذا الرأى بأن أحد أعضاء شبكة الحسبة وكان له مقال في الشبكة يوم إجتماع القمة العربية بعد وفاة عمر حديد بسنوات.[هل يوثق بهذا المصدر؟] وأن أبو دجانة الخراسانى (وهو قريب الصلة جدا بالأوساط الجهادية) ناشده للعودة للكتابة مرة أخرى في شريط مصور عام 2010.[بحاجة لمصدر]

## شهرته بصفة مدون
نشرت مقالاته على موقع الحركة الإسلامية للإصلاح وصحيفة القدس العربي اللندنية والمنتديات والمدونات والمواقع. نشرت له مقالات في بعض الصحف العربية باسمه الحركي. طٌبعت مقالاته التي يكتبها في المنتديات الإنترنتية في كتاب تم نشره في بريطانيا وتم منع نشره في العالم العربي.[محل شك] ترجم بعض مقالاته إلى لغات أجنبية.
وقد تناولته القنوات الفضائية والصحف الإعلامية أمثال قناة العربية (التي أوردت خبر وفاته) وصحيفة الشرق الأوسط اللندنية.
كانت مقالاته لاقت رواجًا بين الأوساط الجهادية، وتثير جدالا في الأوساط الليبرالية والسلفية السعودية بتياراتها المتعددة.
وحسب مقال نشرته صحيفة القدس العربي بعنوان: «لويس عطية الله.. الشخصية الشبحية»، فإن ظهور لويس عطية الله «بدأ بمقالات كتبها في منتدي الوسطية علي الإنترنت، وهو المنتدي الذي يديره السعودي محسن العواجي». ثم توقف عن الكتابة في ذلك المنتدى بسبب «ظهور العواجي علي قناة الجزيرة في برنامج بلا حدود».
كان لويس عطية الله أيضا يدافع عن أسامة بن لادن وتنظيم القاعدة. وكتب مقال بعنوان: (صلي الله علي بن لادن). وقد قام «أحد منظري السلفية الجهادية الشيخ ناصر الفهد بإدراج مقال للويس عطية الله في كتابه التنكيل الذي رد فيه علي بيان المثقفين السعوديين، خاصة سلمان العودة وسفر الحوالي ومحسن العواجي».
يقول لويس عطية الله عن نفسه: «أنه نشأ سلفيا ثم صار ليبراليا ثم عاد للسلفية».

## راجع أيضا
- مجتهد
- الفريضة الغائبة
- توحيد الحاكمية
- القاعدة (منظمة)